# Kombine (Radsport)
Unter Kombine versteht man im Radsport die inoffizielle, verdeckte und mitunter spontan entstehende Kooperation oder unerlaubte Absprachen von Fahrern verschiedener Radsportteams, um einen bestimmten Konkurrenten am Sieg zu hindern.
Das Wort geht zurück auf den französischen Begriff combine = Kniff, Trick, Dreh.
Der Begriff wird heute selten verwendet. Noch 2003 allerdings schrieb der Journalist Andreas Burkert in der Süddeutschen Zeitung von einer Kombine zwischen Jan Ullrich und Alexander Winokurow gegen Lance Armstrong bei der Tour de France.